# Fritz Holzer
Fritz Holzer (* 22. März 1929 in Wien; † 17. Oktober 2000 ebenda) war ein österreichischer Schauspieler.

## Leben
Er besuchte nach der mittleren Reife das Max-Reinhardt-Seminar und wurde 1953 vom Theater der Courage in Wien engagiert. Weitere Stationen in seiner Heimatstadt waren das Theater am Parkring, Ateliertheater, Tribüne, Volkstheater, Volksoper, Theater in der Josefstadt, Burgtheater sowie das Operettenhaus in Hamburg.
Von 1966 bis 1968 war er am Deutschen Schauspielhaus in Hamburg und bei den Salzburger Festspielen verpflichtet. Seit 1969 gastierte er mit Stückverträgen an verschiedenen Theatern. Als Dorfschreiber Azdak in Der kaukasische Kreidekreis und Rappelkopf in Der Alpenkönig und der Menschenfeind war er an den Vereinigten Bühnen Graz und am Volkstheater Wien zu sehen. Am Salzburger Landestheater verkörperte er Pfriem in Nestroys Höllenangst und Puntila in Herr Puntila und sein Knecht Matti. Als Der Geizige agierte er in Graz und in der Rolle des Schuldknechts bei den Salzburger Festspielen.
Holzer wirkte in zwei Spielfilmen und in mehreren Fernsehproduktionen mit. Für seine schauspielerische Leistung 1986/87 erhielt er den Karl-Skraup-Preis. Er war Vater von zwei Kindern.

## Filmografie
| - 1955: Die Stadt ist voller Geheimnisse - 1957: Das Wunder von Seda - 1957: Skandal in Ischl - 1961: Vor Jungfrauen wird gewarnt - 1972: Der nackte Hamlet - 1977: Gute Geschäfte - 1978: Der Jagdgast - 1980: Exit … Nur keine Panik - 1980: Der Schauspieldirektor - 1981: Kaviar und Linsen | - 1982: Das blaue Auge - 1983: Lebenslinien I - Augustine - 1984: Lebenslinien (Serie) - 1984: Waldheimat (Serie, 13 Folgen) - 1985: Via Mala (Mehrteiler) - 1986: Die Spieler (Serie Tatort) - 1990: Sidonie - 1991: Sehnsüchte oder Es ist alles unheimlich leicht - 1995: Die Fernsehsaga – Eine steirische Fernsehgeschichte - 1995: Entführt (Serie Kommissar Rex) |